# T65

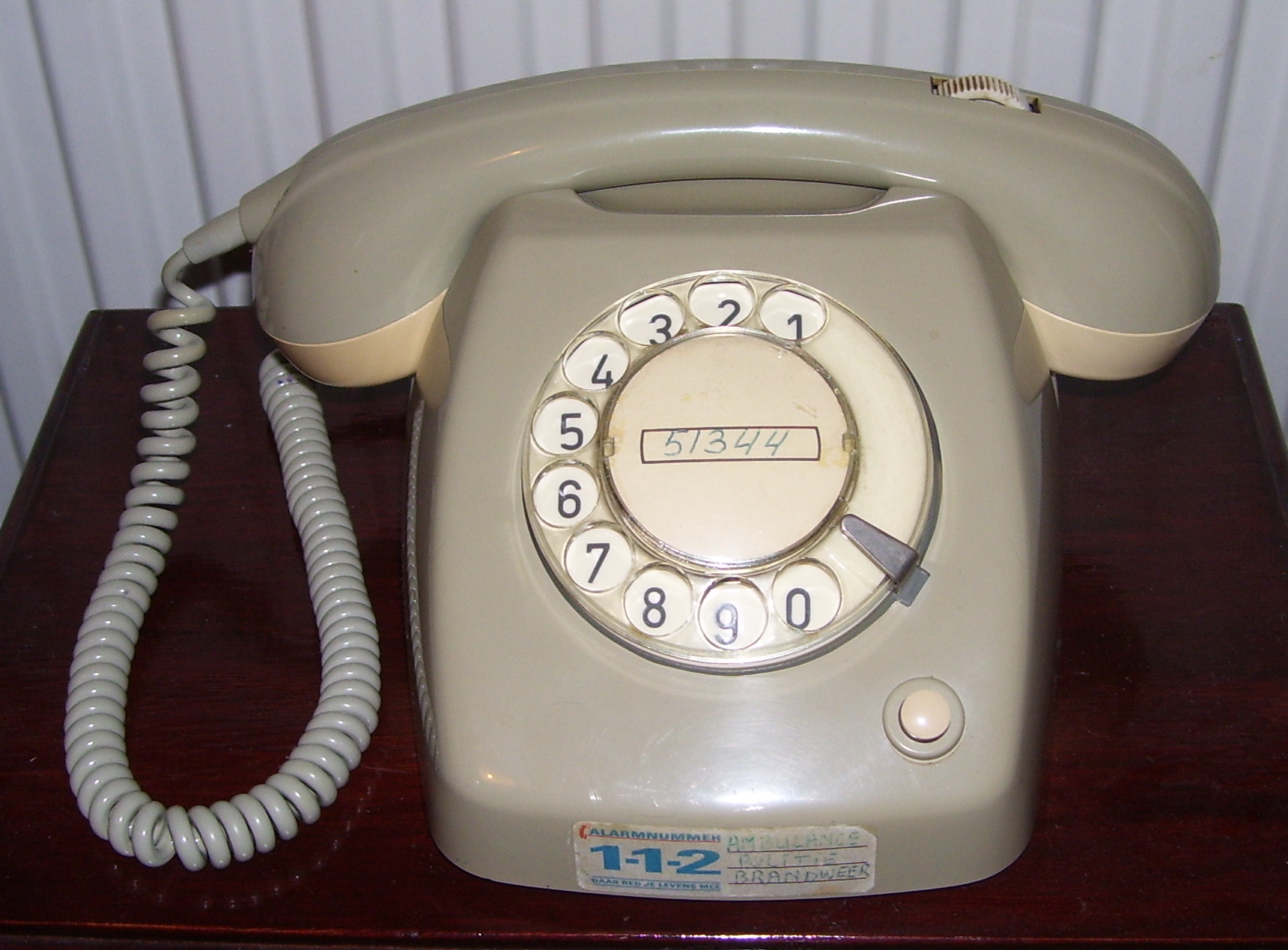
Het telefoontoestel T65 met luidsprekerversterker voor slechthorenden (het wieltje op de hoorn)

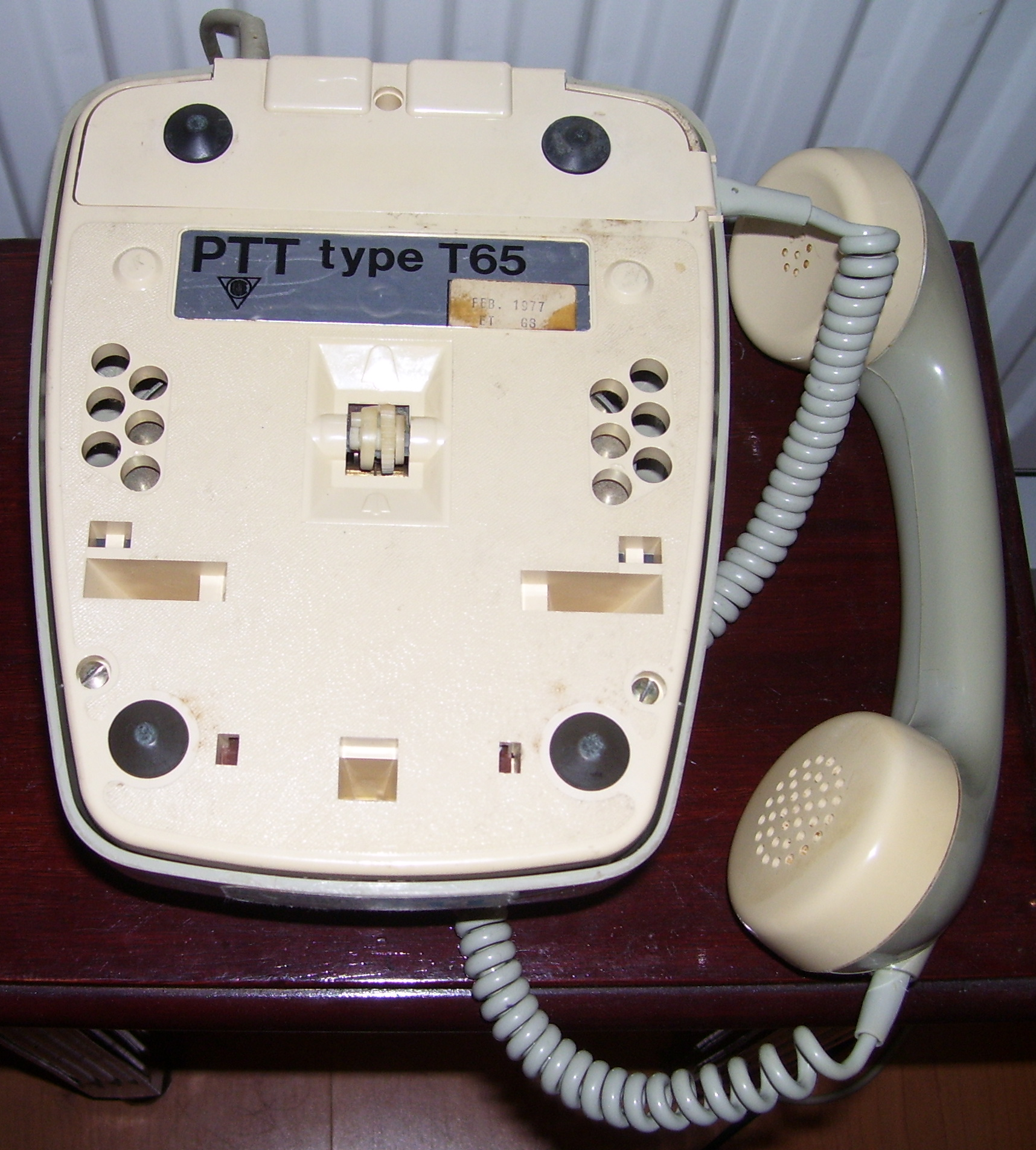
Onderkant van de T65 met de karakteristieke PTT-sticker. Ook het productiejaar is hier te zien. In het midden van de bodemplaat zit de sterkteregelaar voor de bel

De T65 is het in 1965 door de PTT geïntroduceerde standaard-telefoontoestel voor het Nederlandse telefoonnet. Op het toestel kon men verschillende uitbreidingen krijgen, onder andere een extra telefoon (om mee te luisteren), een extra bel en op de hoorn een spraakversterker, een luidsprekerversterker of een spraakonderbrekingstoets.
De witte knop rechtsonder had bij een particulier toestel geen functie behalve bij gebruik als huis/kantoorcentrale of bij een doorkiesnummer.

## Kleur
De oudste T65 was grijs met een grijs snoer, een witte bodem, en witte doppen op de hoorn.
Aanvankelijk was de T65 leverbaar met en zonder aardtoets, later alleen met. Deze toets was ook wit.
Vanaf de jaren 70 was de T65 voor meerprijs in een kleur verkrijgbaar. Beschikbare kleuren waren rood, groen, wit, bruin, blauw en oranje, ook aangeduid als robijn, smaragd, ivoor, mokka, azuurblauw en oranje. Bij deze toestellen waren de bodem, het snoer en de aardtoets zwart.
De azuurblauwe telefoon was binnen drie jaar na zijn introductie vervangen door de mokka versie en is dus relatief zeldzaam. Er was ook zeer kort een zwart exemplaar. Dit exemplaar is bijna niet te vinden.

## Versies
De T65 was leverbaar met een kiesschijf voor pulskiezen en met drukknoppen voor toonkiezen. De laatste werd verstrekt aan abonnees die waren aangesloten op een computergestuurde telefooncentrale.
Een paar jaar na de T65 verschenen de W65 voor montage aan de wand en de I65 voor inbouw in een tafelblad of instrumentenpaneel. Deze toestellen werden op verzoek geleverd in plaats van de T65, maar bij het aanvragen van een aansluiting werd niet gevraagd wat voor toestel men wilde, zodat de meeste abonnees een T65 kregen. De W65 en I65 werden aanvankelijk uitsluitend met kiesschijf en in grijs geleverd. Later werden ze ook geleverd met TDK-toetsen. Ze waren technisch identiek aan de T65.

## De T65 op het huidige PSTN (POTS)-netwerk aansluiten

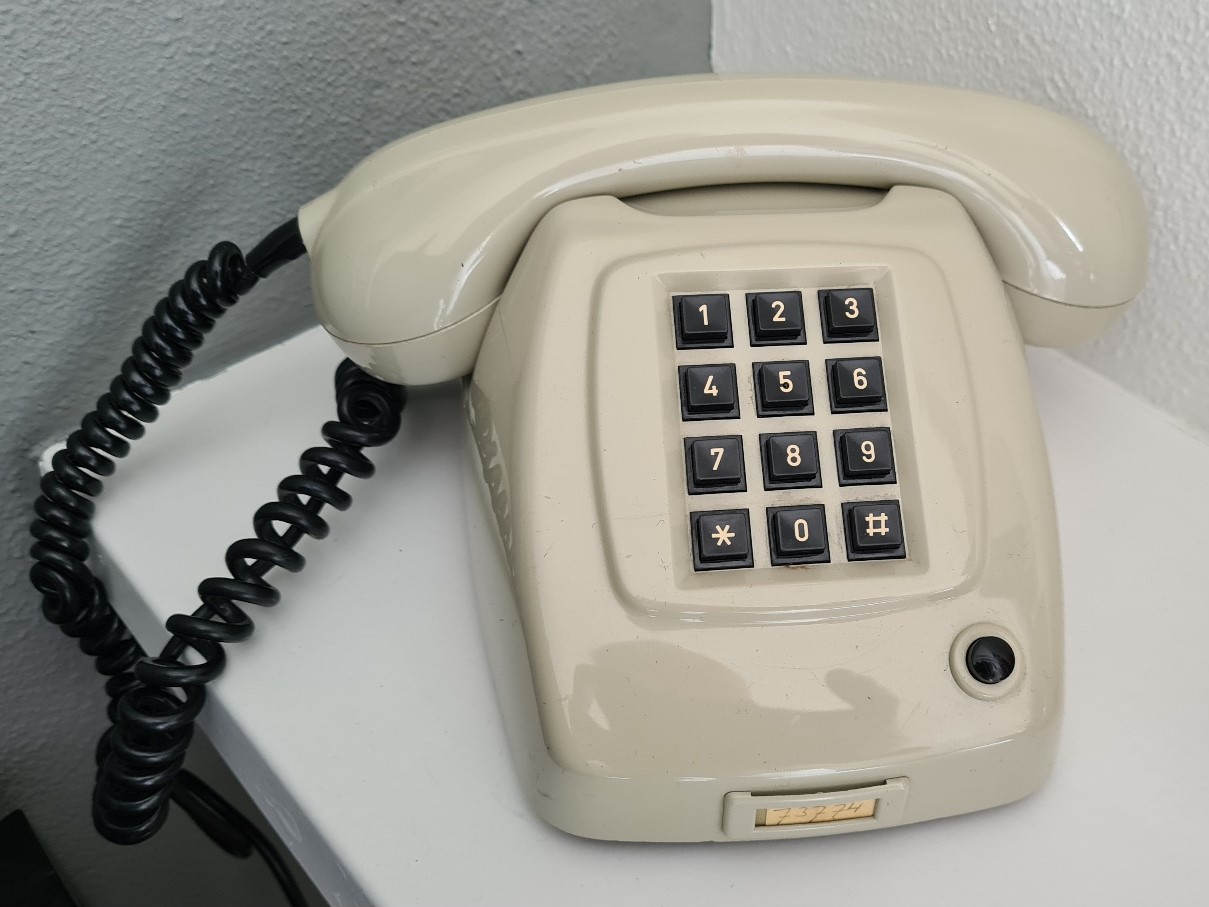
Een T65 TDK-telefoon, voorzien geïntegreerde TDK-toetsen.

De T65 kan nog steeds op de PSTN-telefoonlijn van KPN worden gebruikt, maar hierbij moet er rekening mee worden gehouden dat er vier aansluitdraden zijn, terwijl een modern toestel er slechts twee heeft. De draden zijn:
| Aansluiting | Kleur | Opmerking    |
| ----------- | ----- | ------------ |
| a           | rood  | Telefoonlijn |
| b           | blauw | Telefoonlijn |
|             | groen | Aarding      |
| EB          | geel  | Extra Bel    |

Het eigenlijke toestel is aangesloten tussen a en b, mits de hoorn niet op de haak ligt. Hierop wordt de telefoonlijn aangesloten.
De bel is aangesloten tussen a en EB, indien de hoorn wel op de haak ligt. Om de bel te laten werken, is het dan ook nodig dat in het stopcontact een verbinding tussen b en EB wordt gemaakt. Men kan ook een lus maken tussen b en EB in het toestel zelf. Eventueel kan een Extra Bel (vandaar de letters EB) tussen b en EB worden aangesloten - deze extra bel staat dan in serie met de bel in het toestel.
De groene draad dient voor de aardtoets, bij een huisaansluiting is deze niet van belang. Bij een tweepuntsschakeling wordt de groene draad voor een ander doel gebruikt en van punt 2 naar 5 gezet. Tevens wordt bij een eenvoudige tweepuntschakeling de bel (EB) en een deel van het circuit van het toestel op eenvoudige wijze in serie met het andere toestel gezet, waardoor voorkomen wordt dat de bel meetingelt bij het pulskiezen met de draaischijf, en men ook niet kan deelnemen aan een gesprek op het andere toestel. Een lijnkiezer/schakelaar is zo niet meer nodig.